# Louis von Mutius

General Louis von Mutius

Louis Wilhelm Franz von Mutius (* 20. März 1796 in Oels; † 6. August 1866 in Austerlitz) war ein preußischer General der Kavallerie.

## Leben

### Herkunft
Er war der Sohn des späteren preußischen Generalmajors Johann Karl von Mutius und dessen Ehefrau Charlotte Friederike, geborene Freiin von Lützow (1758–1811).

### Militärkarriere
Am 1. Februar 1813 trat Mutius als einfacher Soldat in das 1. Kürassierregiment der Preußischen Armee ein. Er wurde Fähnrich und bereits am 20. Mai 1813 zum Sekondeleutnant ernannt. Einsätze während der Befreiungskriege waren Großgörschen und Haynau. Für seine Leistungen bei Haynau erhielt er das Eiserne Kreuz II. Klasse. Im Herbstfeldzug 1813 kämpfte er bei Dresden, Kulm, Liebertwolkwitz, in der Völkerschlacht bei Leipzig und im Frühjahr 1814 auch in der Schlacht bei Montmirail sowie bei Étoges.
Nach dem Einsatz in Frankreich wurde er nach Breslau versetzt und am 6. Juli 1818 zum Premierleutnant befördert. 1821 wurde Mutius zur 10. Division nach Posen als Adjutant versetzt, 1829 als Rittmeister zum 5. Kürassier-Regiment. Von 1833 bis 1835 war er Adjutant beim Generalkommando des V. Korps und dann Eskadronchef im 1. Kürassier-Regiment. 1835 erfolgte seine Beförderung zum Major und am 20. März 1841 wurde er etatmäßig Stabsoffizier. Bis 1848 war er zum Kommandeur des 8. Ulanen-Regiments aufgestiegen und nahm an der Niederschlagung der Badischen Revolution teil. Er erarbeitet sich hier den Ruf eines geschickten und umsichtigen Befehlshabers, insbesondere führte er regelmäßig die Vorhut. Am 19. November 1849 wurde er Oberstleutnant und am 19. April 1851 Oberst, immer noch im 8. Ulanen-Regiment, das in dieser Zeit mehrfach den Garnisonsort wechselte.
Am 18. November 1852 wurde Mutius nach Trier als Kommandeur der 16. Kavallerie-Brigade versetzt. In dieser Position erfolgte die Beförderung zum Generalmajor am 13. Juli 1854. 1855 gehörte er zu der Kommission, die in Berlin ein neues Reglement für das Exerzieren der Kavallerie ausarbeitete. Im Frühjahr 1858 erhielt er die Ernennung zum Kommandeur der 13. Division in Münster, im November 1858 übernahm er vorübergehend das Generalkommando des VII. Armee-Korps und wurde am 22. November 1858 Generalleutnant. In dieser Position machte er die teilweise Mobilmachung 1859 anlässlich des Krieges zwischen Frankreich und Österreich mit und wurde anschließend im November 1859 zur 12. Division versetzt.
1860 wurde er zum Rechtsritter des Johanniterordens ernannt und erhielt im folgenden Jahr den Roten Adlerorden I. Klasse mit Eichenlaub und Schwertern. Im August 1862 leitete er die Reiterübungen der Gardekavallerie bei Berlin mit acht Regimentern und drei reitenden Batterien. Vom Oktober 1862 bis zum Januar 1863 war er Kommandant der 11. Division in Breslau. Am 30. Januar 1863 wurde er Kommandierender General des VI. Armee-Korps. Anlässlich seines 50-jährigen Dienstjubiläums erhielt er den Kronenorden I. Klasse und das Großkreuz des Hausordens vom Weißen Falken vom Großherzog Carl Alexander von Sachsen-Weimar, der ein ehemaliger Regimentskamerad von ihm war. Bereits vor seiner Ernennung hatte Mutius als Vertreter mehrfach das VI. Armee-Korps geführt. Seit Juni 1864 war er General der Kavallerie.
Im Deutschen Krieg 1866 sollte sein Korps als linker Flügel der 2. Armee des Kronprinzen durch das Riesengebirge nach Böhmen einmarschieren. Mutius musste von seinem Korps einige Verbände abgeben, die in Oberschlesien als Sicherungsverband stehen blieben. Aus drei Regimentern und einer Batterie wurde das sog. Detachement Knobelsdorff aufgestellt. Sein übriges Korps stand beim Einmarsch nach Böhmen hinter dem V. Armee-Korps (Steinmetz). In den Kämpfen bei Nachod und Skalitz war er nicht beteiligt. Die beiden Korps konnten nur nacheinander über den Pass vorrücken und die Schlachten wurden jeweils nur von Teilen des Korps Steinmetz geschlagen. Während der Schlacht von Skalitz war erst eine Brigade vom Korps Mutius auf dem Plateau von Vysokov angekommen.
Beim Vormarsch in Richtung Königgrätz blieben Teile der 12. Division vor Josephstadt zurück. Mit den verbliebenen Soldaten seines Korps nahm er an der Schlacht bei Königgrätz teil. Er stieß auf der äußersten preußischen linken Seite vor und drängte den rechten Flügel der Österreicher zurück. Durch diesen Vormarsch wurde der Rückzug in diesem Abschnitt für die Österreicher zur sehr verlustreichen Flucht. Es war sein Korps, das fast die Verbindung mit dem rechten Flügel erreicht hätte. Durch die verbliebene Lücke von etwa zwei Kilometern Breite konnte die österreichische Nordarmee fliehen und der Einschließung entgehen. Für seine Erfolge im Feldzug erhielt er am 28. Juli 1866 den Orden Pour le Mérite.
Louis von Mutius starb am 6. August 1866 bei Austerlitz in Mähren an der Cholera.

### Familie
Er verheiratete sich am 18. Januar 1819 in Breslau mit Helene Marie von Röder (1800–1872). Sie war die Tochter des Generals der Kavallerie Friedrich Erhard von Röder (1768–1834) und Henriette Christiane Ehrengard Emilie von Bardeleben (1769–1844). Durch eine Erbschaft war Mutius sehr vermögend, blieb aber in der Armee und verkaufte später sogar seinen Grundbesitz, weil er die Verwaltung darüber nicht beaufsichtigen konnte und erhebliche finanzielle Verluste erlitten hatte.
Aus der Ehe gingen folgende Kinder hervor:
- Julius (1819–1901), preußischer Oberst a. D.
- Erhard (1821–1880), preußischer Geheimer Regierungsrat und Vorsitzender der Eisenbahnkommission
- Luise (1823–1894) ⚭ 4. Mai 1849 in Breslau Maximilian von Roedern (1816–1898), preußischer Generalleutnant
- Karl (1824–1825)
- Friedrich (1824–1847)
- Maximilian (1825–1826)
- Paul (1827–1876), preußischer Major a. D.
- Peter (1828–1904), preußischer Generalmajor ⚭ 1872 Johanna Mathes (1851–1921)
- Henriette (1830–1894)
- Wilhelm (1832–1918), preußischer Generalleutnant ⚭ 1867 Marie von Bärensprung (* 1843)